# Ambia phaeomeralis
Ambia phaeomeralis là một loài bướm đêm trong họ Crambidae.